# Жирний шрифт (серіал)
Жирний шрифт – американський телесеріал у жанрі драмедії. Ідея створення належить Сарі Ватсон, у головних ролях Кеті Стівенс, Аїша Ді та Меган Фегі. Натхненням для створення став життєвий шлях Джоанни Коулз, колишньої головної редакторки журналу Cosmopolitan. Пілотну серію показано 20 червня 2017 року, а офіційна прем'єра серіалу відбулася 11 липня 2017 року на каналі Freeform. 4 жовтня 2017 року серіал продовжено на два сезони по 10 серій. Попередня дата виходу другого сезону – 12 червня 2018 року.

## Сюжет
Серіал розповідає про трьох подруг: Джейн, Кет та Саттон – які працюють у редакції жіночого журналу «Скарлет» (Scarlet). Основою сюжету є їх життя в Нью-Йорку, пошуки себе, своєї сексуальності, ідентичності, любові, моди.

## У ролях

### Головні герої(-ні)
- Кеті Стівенс – Джейн Слоун, журналістка у «Скарлет».
- Аїша Ді – Кет Едісон, голова відділу СММ.
- Меґан Фегі – Саттон Брейді, асистентка.
- Сем Пейдж – Річард Хантер, член ради директорів «Скарлет», юрист, у якого закохана Саттон.
- Метт Ворд – Алекс Кроуфорд, журналіст.
- Мелора Гардін – Жаклін Карлайл, головна редакторка журналу «Скарлет».[3]
- Ніколь Бушері – Адіна Ель-Амін, фотографиня, у яку закохана Кет.
- Стефан Конрад Мур – Олівер Грейсон, голова відділу моди у редакції «Скарлет».

### Епізодичні герої(-ні)
- Емілі Чанг – Лорен Парк, виконавча редакторка у журналі «Скарлет».
- Ден Джинноут – Райан Декер, пише статті для журналу «Смужка» (Pinstripe), і за назвою журналу його кличуть дівчата. Любовний інтерес Джейн.

## Список серій
| №  | Назва                                          | Оригінальна назва                 | Режисер          | Дата виходу    |
| -- | ---------------------------------------------- | --------------------------------- | ---------------- | -------------- |
| 1  | «Пілот»                                        | Pilot                             | Ґері Фледер      | 20 червня 2017 |
| 2  | «Чорт, ні»                                     | O Hell No                         | Віктор Неллі     | 11 липня 2017  |
| 3  | «Жінка за одягом»                              | The Woman Behind the Clothes      | Тара Ніколь Вейр | 18 липня 2017  |
| 4  | «Якщо ти не можеш робити цього з почуттям»     | If You Can't Do It with Feeling   | Анна Мастро      | 25 липня 2017  |
| 5  | «Ніякого фемінізму у кімнаті для шампанського» | No Feminism in the Champagne Room | Джеймі Тревіс    | 1 серпня 2017  |
| 6  | «Питання бюсту»                                | The Breast Issue                  | Джеймі Тревіс    | 8 серпня 2017  |
| 7  | «Троє дівчат у ванні»                          | Three Girls in a Tub              | Джен Тюрнер      | 15 серпня 2017 |
| 8  | «Кінець початку»                               | The End of the Beginning          | Джен Тюрнер      | 22 серпня 2017 |
| 9  | «Перед текіла санрайз»                         | Before Tequila Sunrise            | Віктор Неллі     | 29 серпня 2017 |
| 10 | «Нести вагу»                                   | Carry the Weight                  | Віктор Неллі     | 5 вересня 2017 |

| №  | Назва                      | Оригінальна назва       | Режисер          | Дата виходу    |
| -- | -------------------------- | ----------------------- | ---------------- | -------------- |
| 1  | «Армія феміністок»         | Feminist Army           | Віктор Неллі     | 12 червня 2018 |
| 2  | «Рожеві окуляри»           | Rose Colored Glasses    | Віктор Неллі     | 12 червня 2018 |
| 3  | «Червона літера»           | The Scarlet Letter      | Джеймі Тревіс    | 18 червня 2018 |
| 4  | «О Боже мій»               | OMG                     | Джеймі Тревіс    | 26 червня 2018 |
| 5  | «Гордий крок»              | Stride of Pride         | Анна Мастро      | 3 липня 2018   |
| 6  | «Принцип Доміно»           | The Domino Effect       | Анна Мастро      | 10 липня 2018  |
| 7  | «Бетсі»                    | Betsy                   | Марта Каннінгем  | 17 липня 2018  |
| 8  | «План Б»                   | Plan B                  | Марта Каннінгем  | 24 липня 2018  |
| 9  | «Подорож»                  | Trippin                 | Віктор Неллі     | 31 липня 2018  |
| 10 | «Париж завжди буде з нами» | We'll Always Have Paris | Тара Ніколь Вейр | 7 серпня 2018  |

Творці серіалу підтвердили зйомки 3 сезону, в якому улюблене тріо знову буде підкоряти Нью-Йорк.